# Fuyang
För andra betydelser, se Fuyang (olika betydelser).
Fuyang (fil), även romaniserat Fowyang, är en stad på prefekturnivå i Anhui-provinsen i östra Kina. Den ligger omkring 190 kilometer nordväst om provinshuvudstaden Hefei.

## Administrativ indelning
Fuyangs (prefektur) täcker en yta som är nästan lika stor som Jönköpings län. Den centrala delen av Fuyang indelas i tre stadsdistrikt, den omkringliggande landsbygden är uppdelad i en stad på häradsnivå  och fyra härad:
| Karta                | Karta     | Karta     | Karta          | Karta             | Karta       | Karta                      |
| -------------------- | --------- | --------- | -------------- | ----------------- | ----------- | -------------------------- |
|                      |           |           |                |                   |             |                            |
| Nr                   | Namn      | Kinesiska | Pinyin         | Befolkning (2020) | Areal (km²) | Befolknings- täthet (/km²) |
| Distrikt             |           |           |                |                   |             |                            |
| 1                    | Yingzhou  | 颍州区    | Yǐngzhōu qū    | 992 347           | 612         | 1 621                      |
| 2                    | Yingdong  | 颍东区    | Yǐngdōng qū    | 538 187           | 677         | 795                        |
| 3                    | Yingquan  | 颍泉区    | Yǐngquán qū    | 598 004           | 653         | 915                        |
| Städer på häradsnivå |           |           |                |                   |             |                            |
| 4                    | Jieshou   | 界首市    | Jièshǒu shì    | 650 870           | 653         | 997                        |
| Härad                |           |           |                |                   |             |                            |
| 5                    | Linquan   | 临泉县    | Línquán xiàn   | 1 658 442         | 1 834       | 904                        |
| 6                    | Taihe     | 太和县    | Tàihé xiàn     | 1 379 982         | 1 867       | 739                        |
| 7                    | Funan     | 阜南县    | Fùnán Xiàn     | 1 183 602         | 1 817       | 651                        |
| 8                    | Yingshang | 颍上县    | Yǐngshàng Xiàn | 1 198 830         | 2 004       | 598                        |

## Klimat
Genomsnittlig årsnederbörd är 1 109 millimeter. Den regnigaste månaden är september, med i genomsnitt 182 mm nederbörd, och den torraste är januari, med 19 mm nederbörd.